# Mount Burney
Mount Burney är ett berg i Kanada.   Det ligger i provinsen Alberta, i den centrala delen av landet, 2 900 km väster om huvudstaden Ottawa. Toppen på Mount Burney är 2 129 meter över havet.
Terrängen runt Mount Burney är kuperad österut, men västerut är den bergig. Trakten runt Mount Burney är nära nog obefolkad, med mindre än två invånare per kvadratkilometer.. Det finns inga samhällen i närheten. 
I omgivningarna runt Mount Burney växer i huvudsak barrskog.